# シネマイーラ
浜松市民映画館「シネマイーラ」（はままつしみんえいがかんシネマイーラ、CINEMA era）は、静岡県浜松市中央区田町にある映画館（ミニシアター）。152席の1スクリーンを有する。運営は株式会社浜松市民映画館であり、コミュニティシネマのひとつとされる。

## データ
- 所在地 : 静岡県浜松市中央区田町315-34笠井屋ビル3階
- アクセス : JR東海道新幹線・東海道本線浜松駅から北西に300m、遠鉄西鹿島線第一通り駅から西に150m
- 座席数 : 152席
- 支配人 :
- 館主：榎本雅之

## 沿革
- 1946年（昭和21年） - 前身館「浜松松竹座」が肴町162に開館[注 1]
- 1958年（昭和33年） - 浜松松竹座を「浜松東映劇場」に改称[注 1]
- 1980年（昭和55年） - 浜松東映劇場が板屋町に移転[注 1]
- 1988年（昭和63年）11月 - 浜松東映劇場が田町に移転
- 2008年（平成20年）10月3日 - 浜松東映劇場が閉館
- 2008年（平成20年）12月5日 - シネマイーラが浜松東映劇場跡地に開館

## 特色

### 運営

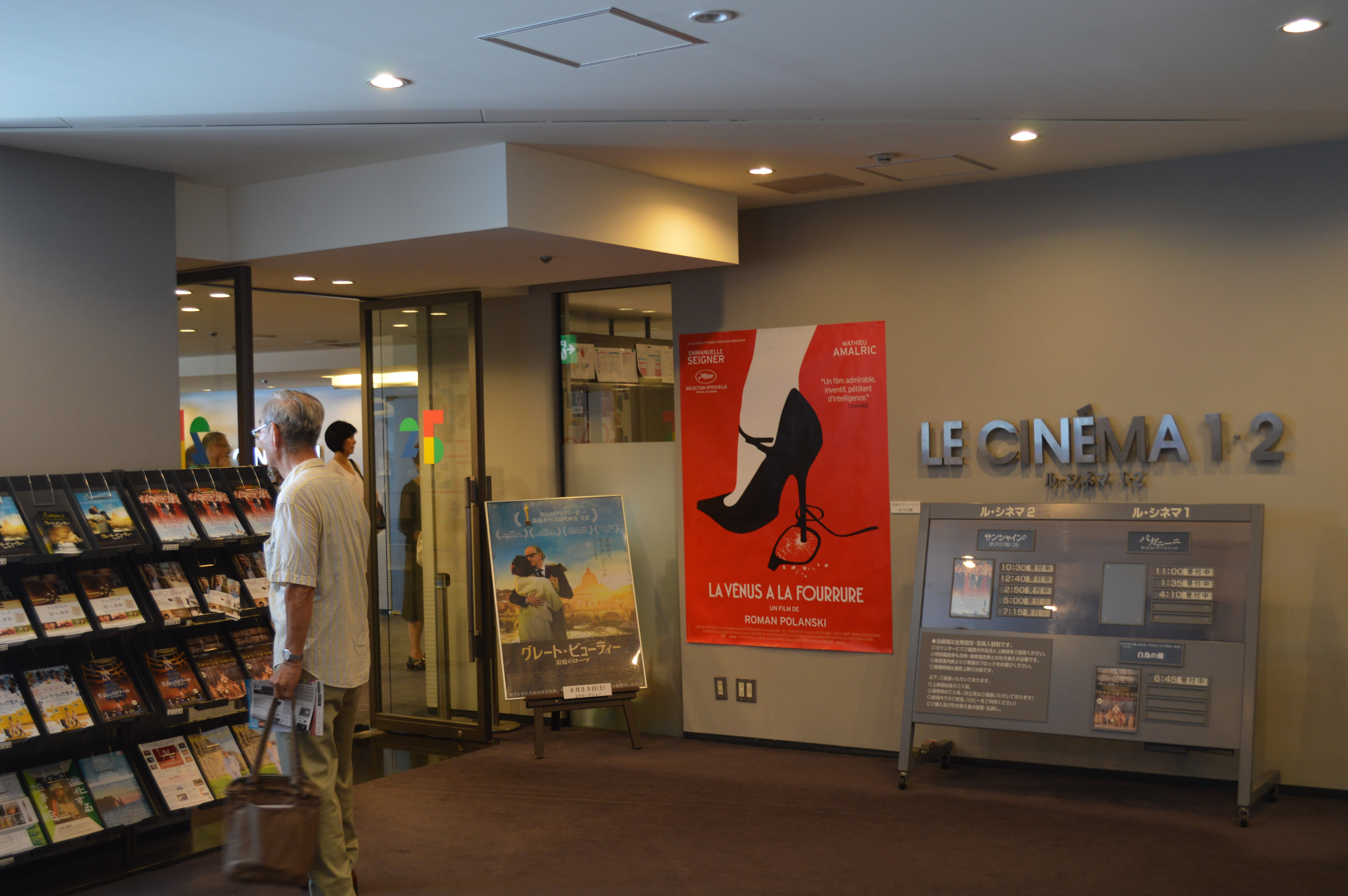
客層が似ているとされる渋谷のル・シネマ

浜松市の中心市街地である田町の有楽街と呼ばれる商店街にある。今日の浜松市には郊外の浜名区にシネコンのTOHOシネマズサンストリート浜北が、浜松駅から徒歩圏内の中心市街地にTOHOシネマズ浜松がある。シネマイーラは唯一のミニシアターである。その他には、1970年に経営者が変わって成人映画館に移行し、1999年に旭町から板屋町に移転新築したシネマハウス新映がある。
2008年の開館から1年間で130本の作品を上映した。開館後すぐに全国のミニシアターではデジタルシネマ対応が問題となり、シネマイーラでも約1,500万円を投じて2010年初頭にデジタル化を完了した。ミニシアターとしては早い時期にデジタル化を終えたことで上映作品の選定に自由度が増し、上映本数は増加している。
シネマイーラという館名は、遠州地方の方言「いいら」（いいでしょう）と、「energy」の頭文字「e」を掛けている。客層の中心は年配の女性であり、館主の榎本雅之は客層を「東京で言えばル・シネマやTOHOシネマズシャンテに行くお客様」と分析している。楽器製造のヤマハに関わる観客も多く、音楽映画にも多くの客が訪れるという。

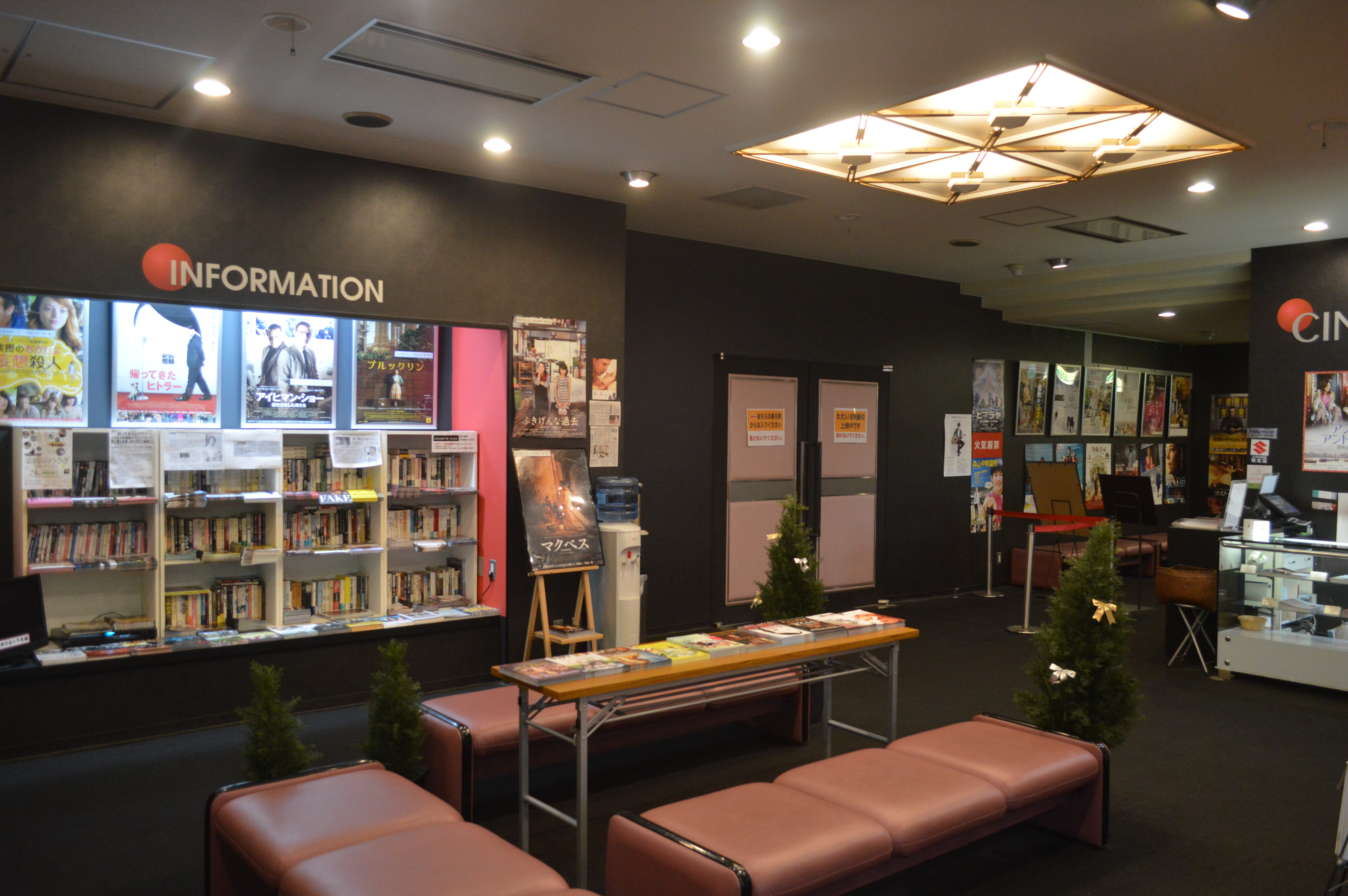
ロビー
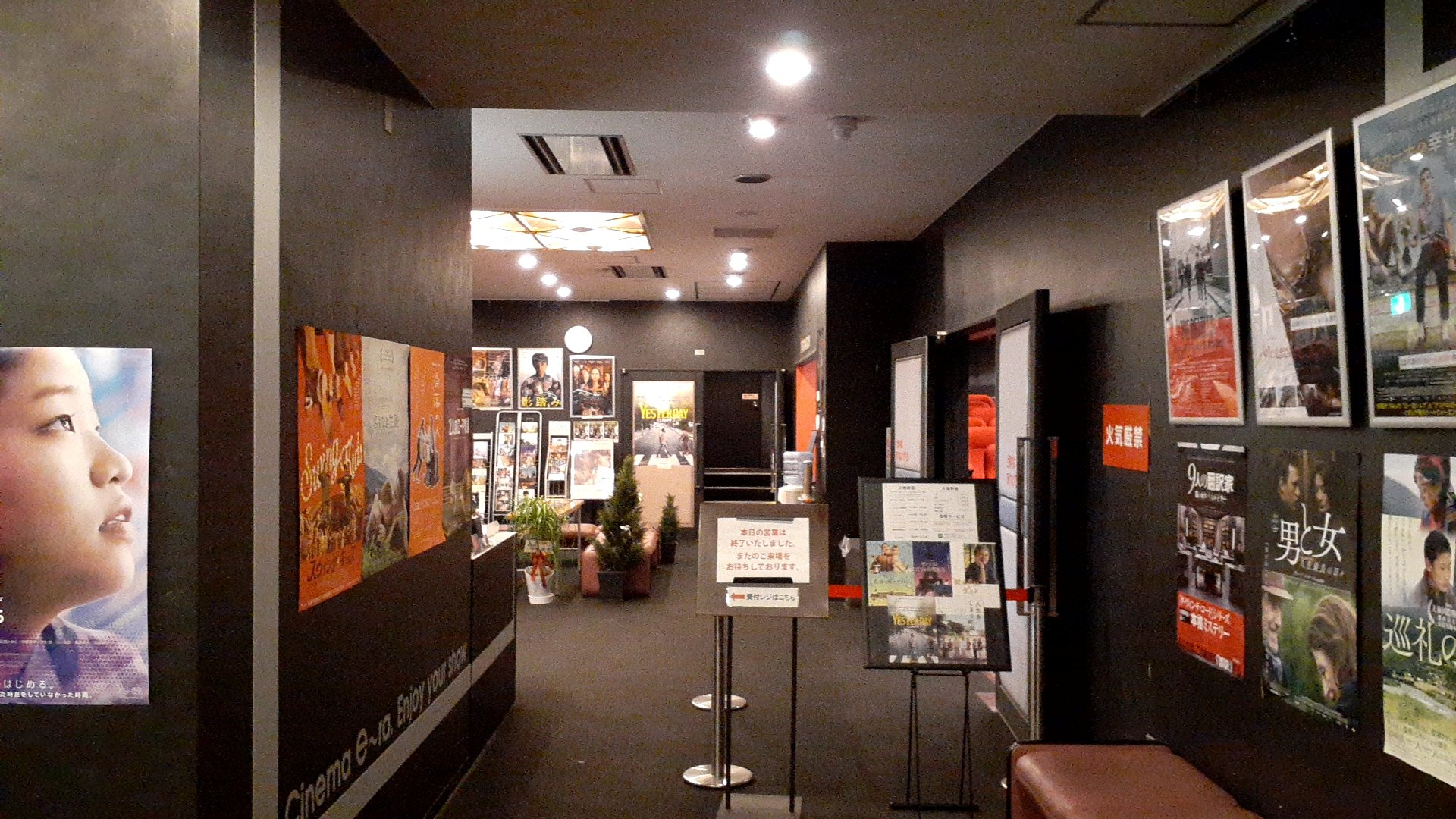
ロビー入口
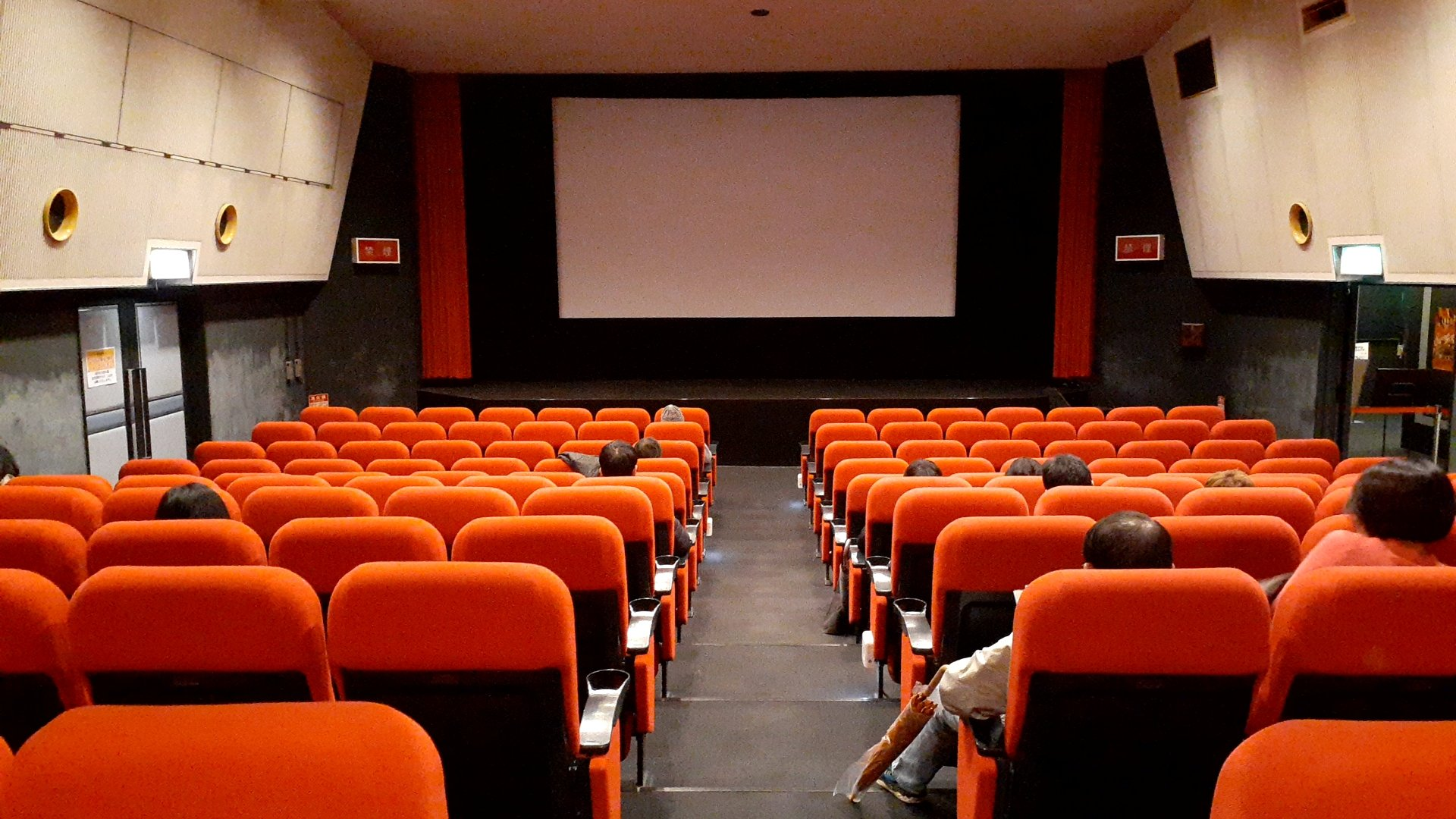
ホール

### はままつ映画祭
2002年に第1回が開催されたはままつ映画祭は、2009年秋の第8回からシネマイーラを会場に加えている。浜松市の「お隣」にある愛知県豊橋市のとよはしまちなかスロータウン映画祭のコラボ企画として、2009年10月31日にはシネマイーラ（浜松市）と名豊ビル（豊橋市）で同日に『おと・な・り』を上映した。
2011年と2012年のはままつ映画祭はシネマイーラが唯一の会場となった。2013年にははままつ映画祭の開催そのものがなくなったが、2014年には自主上映の短編映画祭として復活し、シネマイーラも会場のひとつとなった。

## 歴史

### 浜松東映劇場

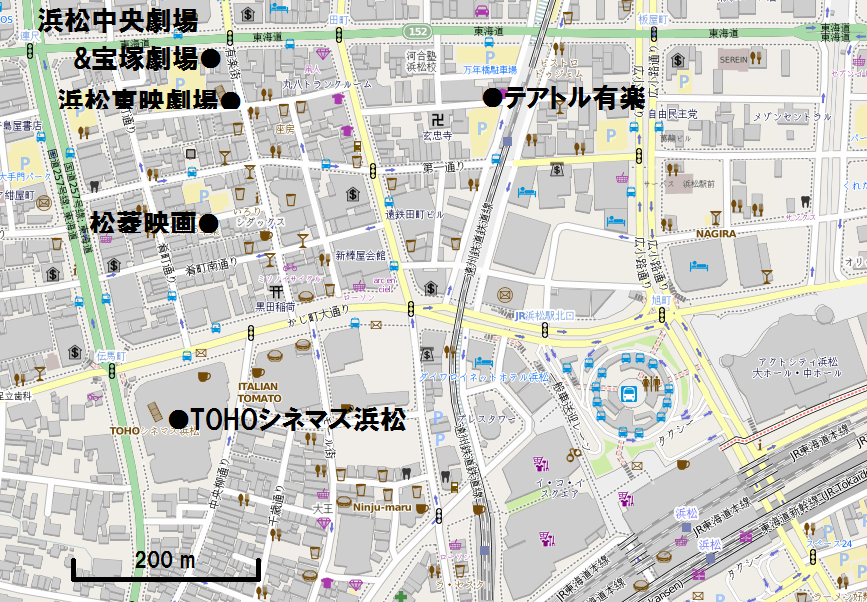
浜松市中心市街地の映画館（2001年）

かつての浜松市は繊維産業の町として発展し、やがてヤマハや河合楽器などの楽器製造、スズキやヤマハなどの輸送機器製造の町として発展した。中心市街地である田町や肴町付近には、かつて十数館の映画館が軒を連ねて映画街を形成していた。1953年（昭和28年）の浜松市には8館の映画館があり、その内訳は田町・肴町・鍛冶町・板屋町の4町に2館ずつだった。
全国の映画館数がピークを迎えたのは1960年（昭和35年）である。この年の浜松市には24館もの映画館があり、田町に3館、肴町に5館、鍛冶町に6館、板屋町に3館が集中していた。1968年には協和が4スクリーンの浜松中央ビル（浜松中央劇場）を田町に建設、浜松中央劇場は静岡県における複合館の先駆けだった。板屋町にあった浜松東映劇場は東映の直営館であり、同一ビルの2階にはフランス映画社などアート系の作品を上映するスバル座があった。
1988年11月、浜松東映劇場は板屋町から田町の笠井屋ビル3階に移転した。当時の浜松市では浜松東映劇場を含めて9の映画館が営業している。笠井屋ビルでは4階で浜松東映パラス劇場も営業していたが、浜松東映パラス劇場はわずか4年間で営業を終えている。浜松東映劇場が移転したことで、板屋町時代に同一ビルにあったスバル座が1989年5月28日に閉館。浜松市でアート系の映画が観られなくなることが懸念された。

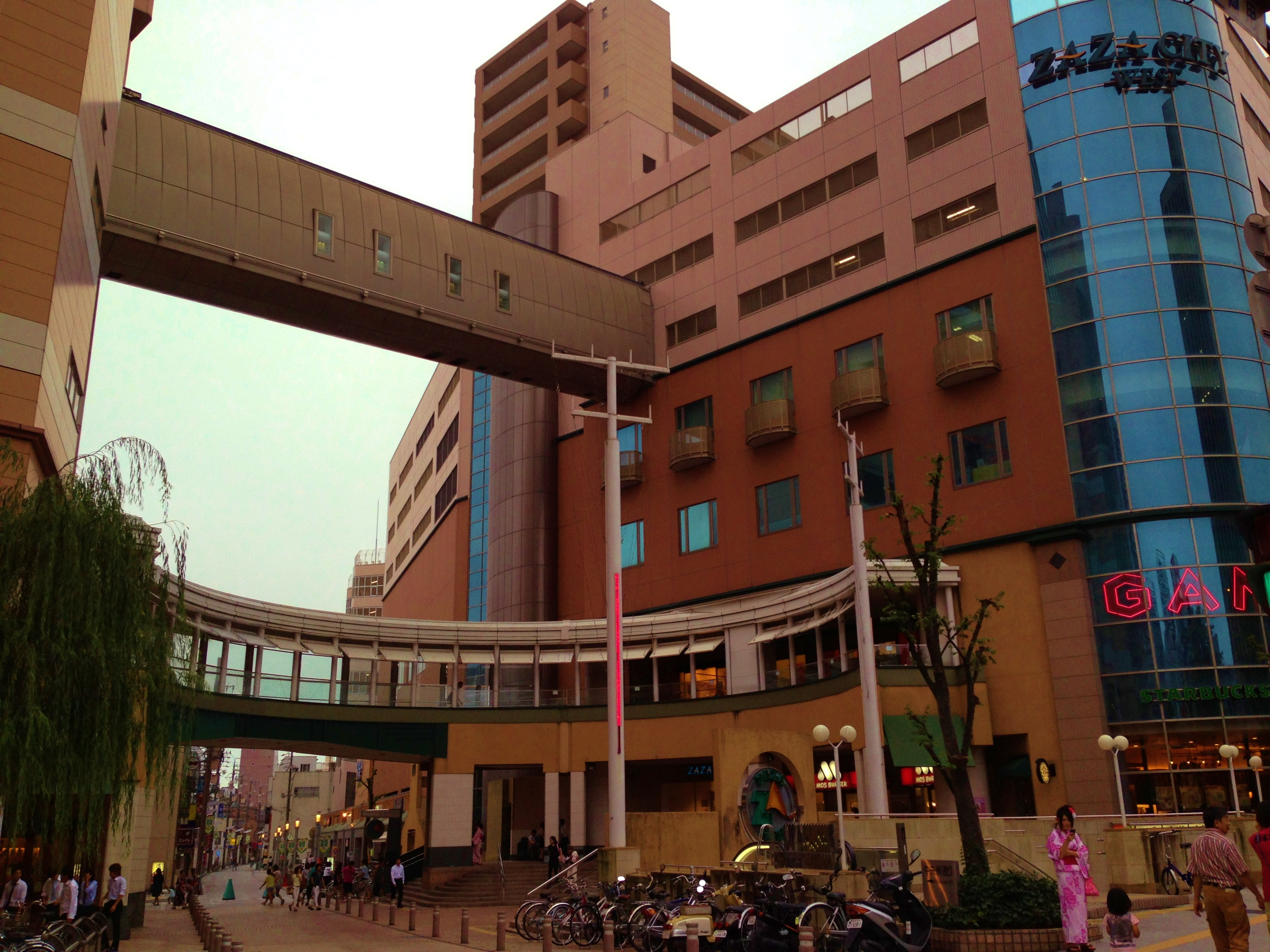
TOHOシネマズ浜松が入るザザシティ浜松

そこで移転後の浜松東映劇場は自主上映団体の上映会に協力し、東映作品の上映を終了した夜間に自主上映会「ムーンライトシアター」（1989年6月開始）を行っていた。配給会社との交渉は浜松東映劇場支配人の榎本雅之が一手に引き受け、単館系の良作を約20年間で約1,000本上映した。1997年頃には自主上映の際に映画監督の瀬々敬久が浜松東映劇場を訪れた。
2000年11月20日にはヴァージンシネマズが日本における4号店として、田町からほど近い鍛冶町のザザシティ浜松に9スクリーンのシネマコンプレックス、ヴァージンシネマズ浜松（現・TOHOシネマズ浜松）を開館させた。2000年頃の浜松市には浜松東映劇場のほかに、ヴァージンシネマズ浜松、浜松中央劇場（田町・3スクリーン）、宝塚劇場（田町・東宝系）、松菱映画（肴町）、テアトル有楽（田町）などが存在したが、TOHOシネマズ浜松に客を奪われる形で2000年代後半までに次々と閉館している。
浜松東映劇場は最後まで浜松に残った従来館だったが、建物の契約更新を機に2008年10月3日に閉館となった。シネコンの隆盛で観客数が低迷したことも理由だった。最終上映作品は『フライング☆ラビッツ』（瀬々敬久監督）。これによって静岡県内から東映の直営映画館が姿を消したが、東映作品はTOHOシネマズ サンストリート浜北やTOHOシネマズ浜松で上映されている。

### シネマイーラ

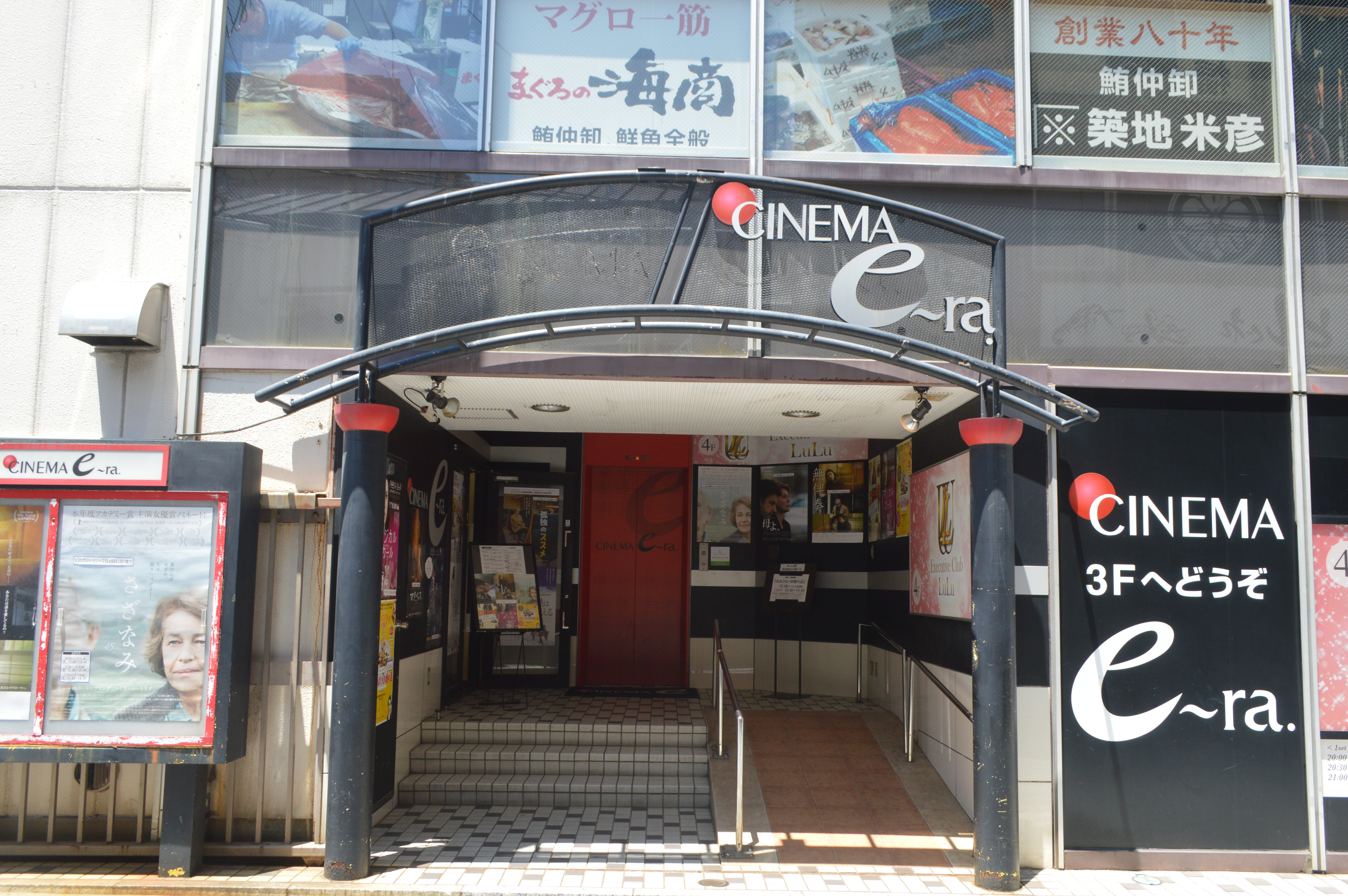
笠井屋ビルの入口

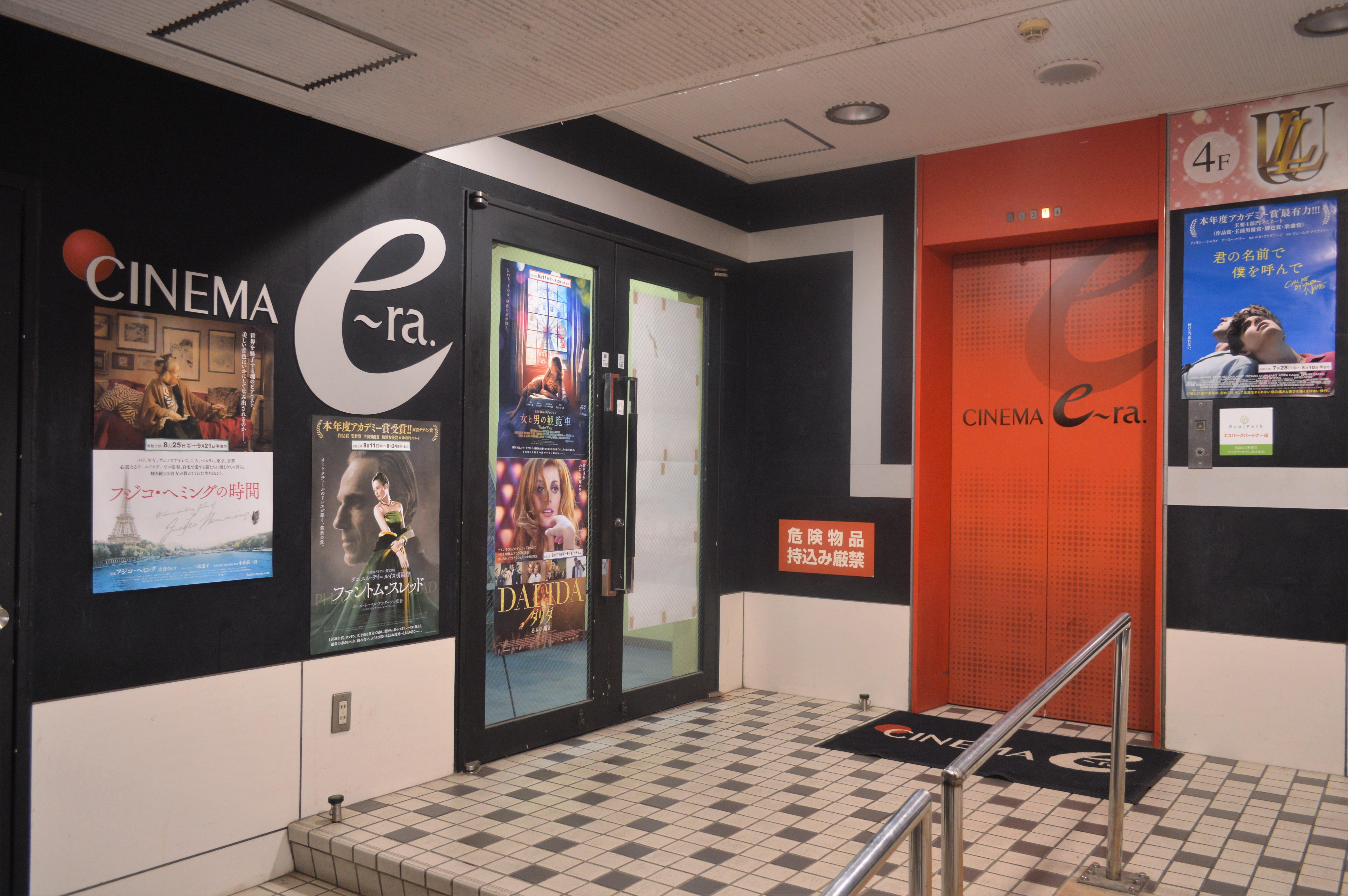
映画館に向かうエレベーター

東映本社に入社、渋谷東映の映写技師などを経て、浜松東映劇場の支配人だった榎本雅之は、東映の岡田祐介会長に「早期退職してでも劇場を引き継いで存続させたい」と伝えた。榎本は東映を退社した上で、市民や地元企業から出資を募って、株式会社浜松市民映画館を設立。約2000万円をかけて浜松東映劇場を改装。座席数は222席から70席減らして152席とし、落語やコンサートに使用できるようにステージを拡張した。
2008年12月5日、浜松東映劇場跡地にシネマイーラが開館した。開館後初のプログラムは靖国神社に関する中国のドキュメンタリー『靖国 YASUKUNI』と、蒼井優主演のドラマ作品『百万円と苦虫女』だった。上映作品は浜松東映劇場時代の夜間自主上映を引き継ぎ、ミニシアター系の作品に特化。実質的な初年度である2009年の上映本数は約150本を上映し、その製作国数は36か国にも及んだ。
2010年8月には『キャタピラー』を上映し、8月15日には若松孝二監督が舞台挨拶で来館。同年10月には日本の主要都市以外で初めて「ブラジル映画祭」を開催した。11月には各地で上映が問題視されたドキュメンタリー『ザ・コーヴ』を上映した。
2011年5月には『ヘヴンズ ストーリー』を上映し、5月7日には瀬々敬久監督の舞台挨拶が開催された。2012年6月・7月には浜松市在住の日系ブラジル人を題材とするドキュメンタリー映画『孤独なツバメたち デカセギの子どもに生まれて』（中村真夕監督）を上映した。浜松学院大学の津村公博教授が共同監督を務めたほか、在浜松ブラジル総領事館が作品を後援している。

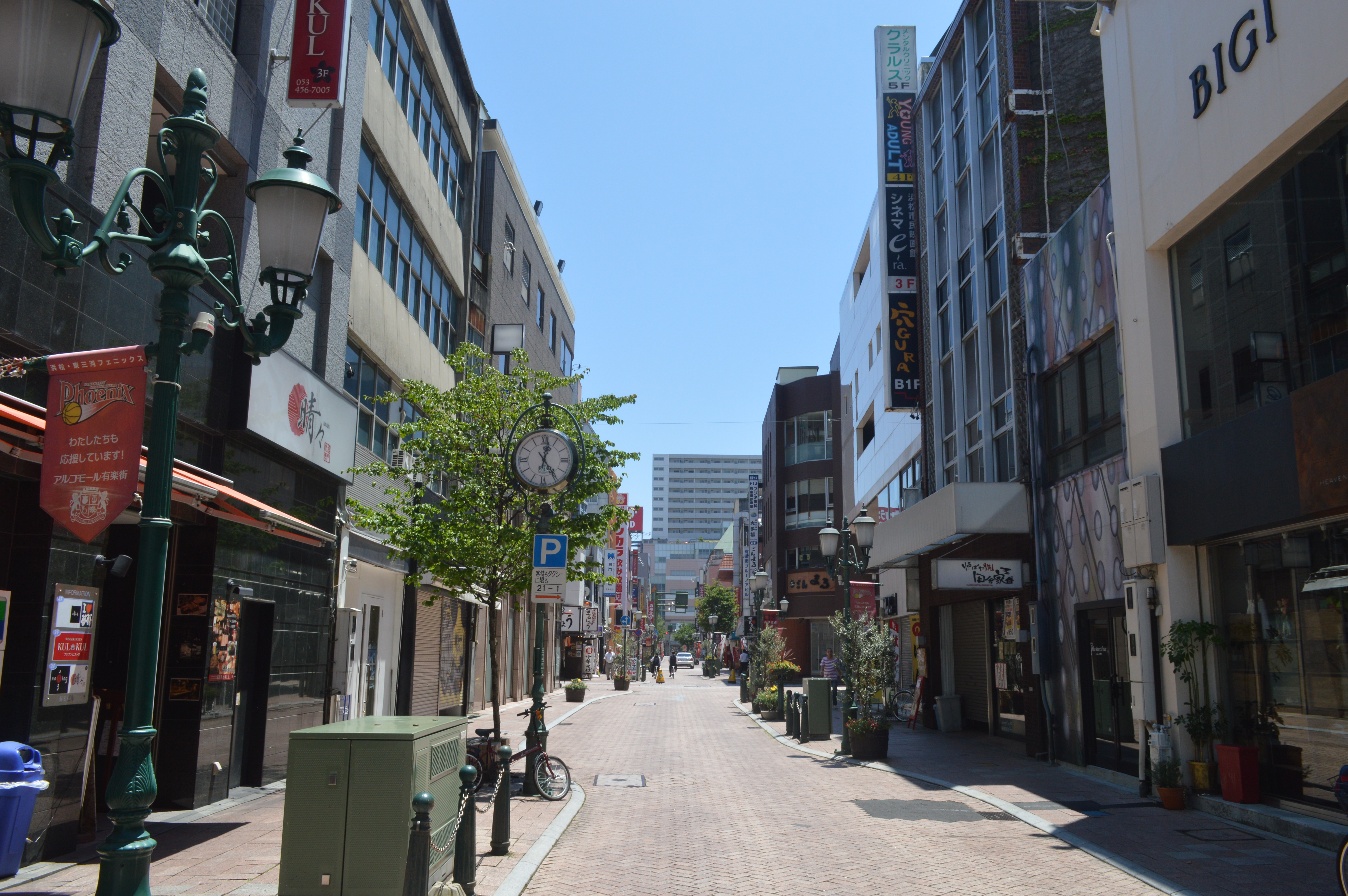
田町の有楽街

2013年公開の映画『楽隊のうさぎ』（中沢けい原作・鈴木卓爾監督）は浜松市でロケが行われ、シネマイーラを中心とする「『楽隊のうさぎ』を映画にする会」が製作にかかわった。同じようにコミュニティシネマが製作に関与した映画作品には、北海道函館市のシネマアイリスが製作となった『海炭市叙景』がある。
2014年3月・4月には浜松市を舞台とする作品『ハローゼア』の先行上映を行い、3月29日には鈴木研一郎監督や出演者が舞台挨拶を行った。10月には浜名湖パルパルに期間限定のドライブインシアター「ドライブインシアター浜松」が設置され、『エターナル・サンシャイン』（ミシェル・ゴンドリー監督）や『キック・ハート』（湯浅政明監督）を上映。シネマイーラもチケットの販売に協力した。2015年には開館以降で初となる単年度黒字を記録した。
2016年には浜松市出身の竹山昌利が製作を務める『バケツと僕!』が浜松市を舞台に撮影され、竹山の旧友でシネマイーラ館主の榎本雅之がロケ地の確保に奔走した。同作は2018年3月にシネマイーラで上映されており、同月17日の上映初日には出演した歌手の紘毅と徳永ゆうき、監督の石田和彦が舞台挨拶で来館している。同年3月には釈放後に浜松市に住む袴田巌に焦点を当てたドキュメンタリー映画『袴田巌 夢の間の世の中』を上映した。12月には『この世界の片隅に』を上映し、12月3日には開館8周年企画として片渕須直監督のトークイベントを開催した。
2018年12月5日で開館10周年を迎え、同月16日にプレスタワーで株主招待者ら90名を招いた記念パーティーが行われた。
2020年は新型コロナウイルス（COVID-19）が全国的に感染拡大。国が発した緊急事態宣言も重なり4月25日から5月14日まで臨時休館した。休館前の4月17日から再開後の5月27日までは、CAMPFIREで映画館存続の為の支援金を募るクラウドファンディングを実施。1317人の支援者から目標額（500万円）を上回る16,563,605円の資金が集まり、運転資金の他にスピーカーやエレベーターの修理に使い、後継者に引き継ぐことができる体制を整えた。支援者には先述の片渕須直と浦谷千恵の共作デザインによるオリジナルポストカードとTシャツ、トートバッグが贈られた。
2022年4月、2020年からの「男はつらいよ」シリーズ全作品上映を記念して監督の山田洋次が来館、舞台挨拶をした。
2018年度の来館者数は46000人だったが2020年度には26000人に減少。2022年度の売上は5500万円で2019年度より1000万円の減少という苦境は続き、2023年9月から維持のための寄付を一口10000円募って支援者には15年の歩みを記録した記念誌を送付した。
2022年12月、開業15周年を記念して、木下恵介記念館で大高宏雄を招いてトークショーを行った。

2024年7月、本多行彦が2代目社長となる。本多は楽器メーカーを経てシネマイーラに入社した。